# Txiki Begiristain
Aitor Begiristain Múgica (Olaberria, 12 augustus 1964), kortweg Txiki is een Spaanse voormalig voetballer en huidig voetbalbestuurder. Hij was van 2003 tot 2010 technisch directeur van FC Barcelona en vervulde van 2012 tot 2025 dezelfde functie bij Manchester City. Hij geldt als een van de succesvolste voetbalbestuurders aller tijden.

## Clubcarrière
Begiristain speelde tijdens zijn carrière als profvoetballer voor achtereenvolgens Real Sociedad (1983-1988), FC Barcelona (1988-1995), Deportivo La Coruña (1995-1997) en het Japanse Urawa Red Diamonds (1997-1998).

## Interlandcarrière
Begiristain kwam 22 keer (zes doelpunten) in actie voor het Spaans nationaal elftal, waarmee hij deelnam aan het WK van 1994.

## Technisch directeur
In 2003 werd Begiristain door voorzitter Joan Laporta aangesteld als technisch directeur bij FC Barcelona. Op 28 oktober 2012 werd bekend dat hij de overstap maakte naar Manchester City, waar hij eveneens de functie van technisch directeur bekleedt.

### Erelijst
| Competitie          | Aantal        | Jaar                               |
| Real Sociedad       | Real Sociedad | Real Sociedad                      |
| ------------------- | ------------- | ---------------------------------- |
| Copa del Rey        | 1×            | 1986/87                            |
| Supercopa de España | 1×            | 1982                               |
| FC Barcelona        |               |                                    |
| Europacup I         | 1×            | 1991/92                            |
| Europacup II        | 1×            | 1988/89                            |
| UEFA Super Cup      | 1×            | 1992                               |
| Primera División    | 4×            | 1990/91, 1991/92, 1992/93, 1993/94 |
| Copa del Rey        | 1×            | 1989/90                            |
| Supercopa de España | 3×            | 1991, 1992, 1994                   |
| Deportivo La Coruña |               |                                    |
| Supercopa de España | 1×            | 1995                               |